# Праиндоевропейская религия

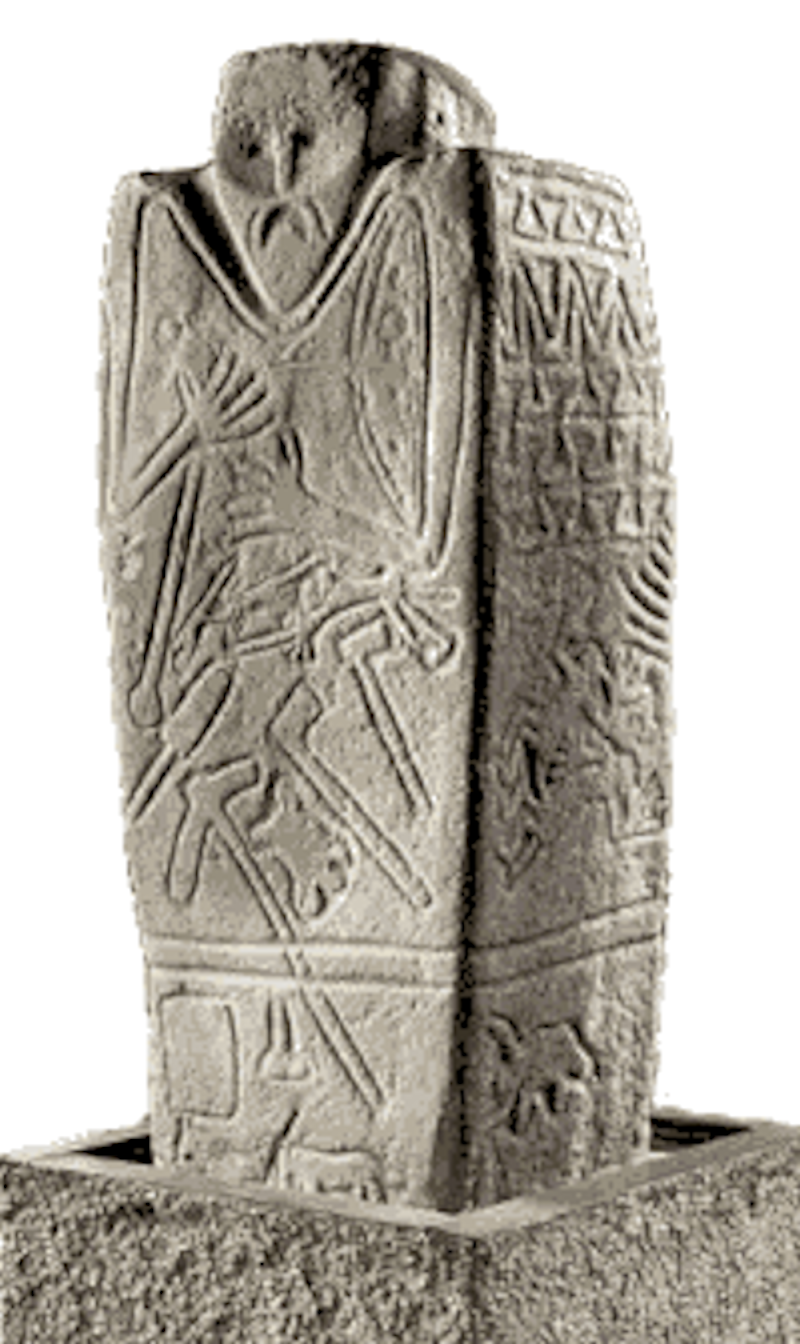
Керносовский идол, 3-е тысячелетие до н. э., ямная культура

Праиндоевропейская религия — реконструируемая учёными политеистическая религия праиндоевропейцев, предков современных индоевропейских народов.
Несмотря на то, что её мифологические мотивы не засвидетельствованы в письменной форме — поскольку культура носителей праиндоевропейского языка была дописьменной — исследователи при помощи сравнительной мифологии, на основе лингвистических, археологических, а, в некоторых случаях, и поздних письменных и этнографических источников реконструировали некоторые общие черты данной религии, унаследованные более поздними традициями носителей индоевропейских языков.
Под индоевропейской мифологией понимается также совокупность следующих мифологических традиций: хеттская мифология (и мифология других анатолийских народов — лувийская, палайская и более поздние — лидийская, ликийская), арийская (в том числе индийская, иранская, дардская и нуристанская (кафирская), ближневосточная митаннийская, арийская), армянская, греческая, италийская, кельтская, германо-скандинавская, балтийская, славянская, тохарская, а также фрагменты мифологии, принадлежащие к следующим традициям, известным в неполной передаче: албанская, фракийская, иллирийская, фригийская, венетская и некоторые другие традициям.

## Мифология
Путём сопоставления языкового материала и мифов различных индоевропейских народов французский компаративист Жорж Дюмезиль пришёл к выводу, что праиндоевропейское общество функционально делилось на три сословия — жреческое (ср. брахманы), воинское (ср. кшатрии) и земледельческое (ср. вайшьи). Каждой касте соответствовало особое божество: так, у жрецов это был грозный, но справедливый бог-судья (Зевс — Юпитер — Один — Ормазд — Михр — Митра — Варуна), у воинов — бог войны (Тор — Марс — Арес — Форсети (бог справедливости и возмездия) — Ваагн — Индра — Перун — Пяркунас), у земледельцев — бог плодородия (Фрейр — Квирин — Дажьбог — Спандарамет).
Т. В. Гамкрелидзе и Вяч. Вс. Иванов выдвинули дуалистический принцип индоевропейской социальной организации, который, по их мнению, отразился в близнечном культе и в мифе об инцесте близнецов, а также в мифе о вражде пандавов и кауравов (основной сюжет «Махабхараты»). Кроме того, боги представляются разделёнными на две оппозиционные группы, находящиеся вместе с тем в родственных отношениях (девы и асуры в Индии, дэвы и ахуры в Иране, ваны и асы в Скандинавии, отчасти также олимпийские боги и титаны в Греции).

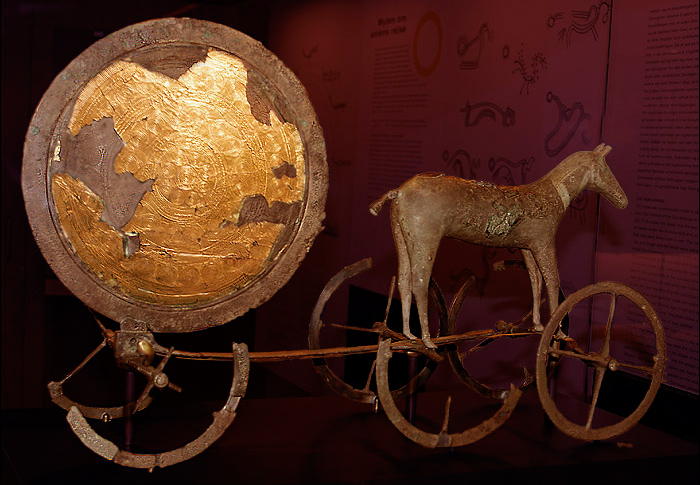
Солнечная повозка (Зеландия, XVII век до н. э.) отражает свойственное индоевропейцам поверье в то, что Солнце движется по небу на колеснице

По лингвистическим данным может быть восстановлен ряд имён индоевропейских божеств: *Dyḗus Pḥatḗr — «Отец Небо», божество ясного неба (индийский Дьяус-питар, балтийский Диевас, греческий Зевс, римский Юпитер, лувийский Тиваз, хеттский Сиу, армянский Тиу (арм. Տիւ); *Perkwunos — божество грома и боевой дружины; хеттский Пирва, ведийский Парджанья, балтийский Перкунас, славянский Перун, исландская Фьёргин).
Особую теорию выдвинул Ж. Одри: по его мнению, у индоевропейцев существовали божества трёх небес: добрый «белый» бог дневного неба, гневный «красный» бог утренней и вечерней зари и «чёрный» бог ночи.

### Небо и земля
Согласно реконструкции, в общеиндоевропейской мифологии главный объект обозначала основа *deiuo, «дневное сияющее небо». Этот объект понимался в качестве верховного божества; позднее производные слова обозначали бога вообще и класс богов: ср. хетт. šiuna- «бог», šiuatt-, «день», лувийск. tiuaz, «бог солнца», др.-инд. deva — «бог», dyaus, «небо» (Дьяус в качестве божества), авест. daeva «дэв», «демон», греч. Ζεύς, род. падеж Διός «Зевс, бог ясного неба», лат. deus «бог», dies «день», др.-исл. tivar «боги», лит. dievas Диевас — «бог») и др. Согласно структуре большой патриархальной семьи, которую возглавляет отец-«патриарх», это верховное божество воспринималось как «бог-отец», *deiuos pater: др.-инд. Dyaus pitar, др.-греч. Ζεύς πατήρ, лат. Iupiter (Юпитер), Diespiter, умбр. Iupater, иллир. Δειπάτυρος; частичные продолжения данного обозначения заметны в лувийск. tiuaz tatiš, палайск. tiiaz papaz и т. д.; та же модель сохранена в латыш. Debess tevs «небо-отец».
Божеству-отцу — сияющему небу, помещённому на небу противопоставлена оплодотворяемая им обожествлённая земля, женское божество — мать. Нередко в противоположность светлому божеству она «тёмная», «чёрная». Так, у Гомера — др.-греч. Δημητηρ, Деметра — богиня плодородия (букв. «земля-мать»), известны также фриг. μα, «богиня-мать», рус. земля-мать (совпадение по этимологии) и ряд частичных соответствий: др.-инд. pṛthivi matar «земля-мать», и хетт. Dagan-zipas «душа земли». Мифологический образ земли специализирован например в иранской и славянской традициях: авест. Arðdvî Sûra Anahita (Apдвиcypa Анахита — богиня плодородия, плодоносящей влаги), рус. Мать — сыра земля (Sura этимологически совпало с «сыра»). Плодотворящую функцию земли исследователи видят в общеиндоевропейском мифологическом мотиве о происхождении человека от земли: ср. лат. homo, «человек», гот. guma, лит. žmónës «люди» — слова с тем же корнем, что и «земля» (лат. humus, лит. zëmë) и др. Типологически сходен мотив древнеближневосточных мифологий о происхождении человека из глины (Энума элиш, Быт. 2:7).
Сложные сочетания, такие как др.-инд. dyavâ-pṛthivî «небо-земля», свидетельствует о существовании мифологического мотива единства неба и земли в качестве древней супружеской пары, ставшей прародителями всего сущего. Люди производились от земли, представленной в качестве женского (материнского) начала. Человек смертный, он обращается в прах, ср. др.-греч. βροτός «человек», то есть «смертный», др.-инд. mṛta-, праслав. sъmъrtъ «смерть», и от другого корня образованы хетт. danduki «смертный» при тохар. В on-uwanne, «бес-смертный», др.-ирл. duine, «человек смертный» (сопоставляется с обозначением «земля» от корня dui-, «два», в том числе в арм. erkin «земля»). В своей смертности человека противопоставлен бессмертным детям неба — богам, преодолевающим смерть при помощи напитка бессмертия, др.-греч. νέκταρ «нектар» — образовано из *nek, «смерть» + ter, «преодолевать», др.-греч. άμβροσία «амброзия», «напиток бессмертия».

### Близнечные мифы
Небо как мужское начало породило детей-близнецов «сыновей неба» (др.-греч. Διόσκουροι «Диоскуры», др.-инд. Divo napata «сыновья бога неба», лит. Dievo sûneliai «сыновья бога», латыш. Dieva deli «дети бога») и «дочь неба» (др.-инд. Divas duhitar «утренняя заря — дочь неба»). Идея близнечности пронизывала праиндоевропейскую мифологию и космогонию, начиная представлений об исходной неразделённости неба и земли. Так, они обозначались при помощи одного корня dui-, «двойня»; в древнеармянском гимне Вахагну — erkin «земля», erkir «небо». На основании типологических аналогий и некоторых древних текстов, в том числе греческих и анатолийских, предполагается наличие древнего мифологического мотива разъединения неба и земли, отражённого, например, в античном мифе об Уране и Гее. На основании таких традиций как индийская, греческая и балтийская восстанавливают большое число общих мотивов, которые связаны с близнецами-братьями, ухаживающими за своей сестрой или спасающими её (в море). Символами близнецов были кони, например, др.-инд. Ашвины; в германской, балтийской и славянской традициях известны парные изображения коней в качестве коньков крыши. Во всех древних индоевропейских культурах божественные близнецы связаны также с культом коня, который представлен в полностью совпадающих ритуалах, включая принесение коня в жертву (ашвамедха), и захоронение коня совместно с человеком. Это позволило хронологически, а отчасти и пространственно приурочить индоевропейский близнечный миф, что находит подтверждения также в археологических материалах — конь использовался в упряжи боевых колесниц в 3-м — 2-м тысячелетии до н. э. С этим сравнивается обозначения созвездия Большой Медведицы как колесницы: древневерхненемецкое wagan, «колесница», среднеголл. woenswaghen, woonswaghen, «повозка Вотана», рус. Воз «Большая Медведица», согд. nxr-wzn «круг Зодиака», митаннийск. арийск. uašannа «круг на ипподроме», др.-инд. vâhana «животное, на котором ездят боги», др.-инд. ratha «колесница», лит. Ratai, латыш. Rati «Большая Медведица», др.-рус. Кола «Большая Медведица-Колесница», фриг. κικλυν, «Большая Медведица», тохар. A kukäl, В kokale, «колесница» и др.; ср. др.-инд. обозначения созвездий, которые образованы от asvayuja «конская упряжка» и др.
Конская символика, которая является специфичной для близнечного культа индоевропейской традиции, была отражена также в наименовании культового дерева, имеющего связь с близнецами: др.-инд. asvattha ашваттха (букв. «лошадиная стоянка»), космическая ось мира, и в сходных по своим функции ритуальных столбах, носивших название «кони» (нижненемецкие Hengest, Horsa, Хенгест и Хорса); сюда же: в древних индоевропейских традициях имели распространение «конские» имена, в том числе имелось имя особого конского божества — галльск. Эпона и др.
Основываясь на отдельных индоевропейских традиций исследователи реконструируют мотив разнополости близнецов и инцестуозной связи между ними. Наиболее характерные свидетельства мифа об инцесте между близнецами читаются в ведийском мифе о Яме и его сестре Ями, пытавшейся соблазнить брата. При этом Яма считался первым смертным, а в затем перешёл в статус божества смерти и подземного царства; индоиранский образ Ямы отражён также в средне-иранском Jamšid — Джамшид, ср. авест. Йима, — из *Yima-xšaçta, «Йима — царь» и кафирск. Imrâ — из Yamarajan, имеющего то же значение. От того же общеиндоевропейского наименования «близнеца» *iemo происходит имя др.-исл. первого человека Ymir (Имир), др.-ирл. е(а)-main, «близнец»; ср. Find-eamna, «тройня Фин» — три брата-близнеца, сестра которых уговаривает их войти с ней в брачную связь; аналогичен мотив, читающийся в среднеиранском предании о браке Yima (Йимы) с сестрой Yimak, рассматриваемый как прецедент для таких браков в зороастрийской традиции; ср. также древне-хеттский мифологический рассказ о браке тридцати братьев — сыновей царицы Канеса с их тридцатью сёстрами-близнецами, а также славянский сюжет о инцестуозной связи Ивана и Марьи, который приурочен к празднику Купалы. Предполагается, что индоевропейский корень *iemo обозначал не только близнечное божество, связанное с плодородием (связь плодородия, инцеста и близнечного культа находит типологическое подтверждение, ср. латыш. Jumis (Юмис) «полевое божество, сдвоенный плод»), но и любое сочетание двух разных начал, включая мужское и женское (в образе андрогинного божества; так, Гермафродит был сочетанием двух мифологических существ. Мотив двойственности, который связан с небом и землёй, присутствует также в обозначении образа мира, ср. лат. imago (имеет тот же корень iem-, также хетт. himma, обладающий сходным значением). Имеющий большое распространение мотив инцеста и привязка его к началу целой брачной традиции и к образу первого человека или первого царя имеет предполагаемую историческую параллель в обычаях инцеста в рамках высшего слоя древневосточного общества.

### Небесная свадьба
После разделения неба и земли двоичность дублируется и в пределах уже собственно неба. Солнце (индоевропейское *s(a)uel-n-, др.-инд. Surya Сурья, др.-иран. xvarδnah «фарн, солнечное высшее благо», лат. sol в качестве женского начала; ср. также часто встречающийся женский образ «дочерей солнца»: др.-инд. Duhita Suryasya, лит. Saules dukte, латыш. Saules meita, слав. «солнцева дочь») и месяц (пра-и.е. *me-n-s, др.-греч. μήν, лит. menuo в качестве мужского начала) входят в брачные отношения. Мифологический мотив небесной свадьбы полнее всего сохранялся в рамках балтийской мифологии. Этот сюжет включает также прецедент первой измены — ср. Денницу и мотив утренней звезды, имеющийся в балтийской и славянской мифологии и т. п. Образ утренней звезды нередко соединяется с образом утренней зари, обозначением которой служил индоевропейский корень со значением «рассветать»; ср. др.-инд. Usas (Ушас), др.-греч. Ήώς (Эос), лат. Aurora (Аврора), др.-англ. Eastre, лит. Aušra (Аустра), латыш. Ûsinš (Усиньш).
В отдельных мифологиях в сюжете небесной свадьбы участвует громовержец в разных его ипостасях: он может выступать как обманутый муж, как судья, который наказывает месяц за измену солнцу и рассекает его пополам. Характерна для этого мифа свадебная колесница, принадлежащая солнцу (ср. имеющийся во многих мифологиях мотив солнечной колесницы), или громовержцу, выступающему в роли устроителя свадьбы. Атрибуты, включая колесницу и коней громовержца, как каменный или медный топор, меч и стрелы, вводят этот мифологический рассказ в исторический контекст начала бронзового века.
Реконструированная генеалогия праиндоевропейских богов представлена следующим образом:
|  |  |  |  |               |               |               |               |               |               | Dyeus Отец-небо | Dyeus Отец-небо | Dyeus Отец-небо | Dyeus Отец-небо | Dyeus Отец-небо  | Dyeus Отец-небо  |                  |                  |                  |                  |  |  |  |  | *Dʰéǵʰōm Мать-земля | *Dʰéǵʰōm Мать-земля | *Dʰéǵʰōm Мать-земля | *Dʰéǵʰōm Мать-земля | *Dʰéǵʰōm Мать-земля | *Dʰéǵʰōm Мать-земля |                    |                    |
|  |  |  |  |               |               |               |               |               |               | Dyeus Отец-небо | Dyeus Отец-небо | Dyeus Отец-небо | Dyeus Отец-небо | Dyeus Отец-небо  | Dyeus Отец-небо  |                  |                  |                  |                  |  |  |  |  | *Dʰéǵʰōm Мать-земля | *Dʰéǵʰōm Мать-земля | *Dʰéǵʰōm Мать-земля | *Dʰéǵʰōm Мать-земля | *Dʰéǵʰōm Мать-земля | *Dʰéǵʰōm Мать-земля |                    |                    |
|  |  |  |  |               |               |               |               |               |               |                 |                 |                 |                 |                  |                  |                  |                  |                  |                  |  |  |  |  |                     |                     |                     |                     |                     |                     |                    |                    |
|  |  |  |  |               |               |               |               |               |               |                 |                 |                 |                 |                  |                  |                  |                  |                  |                  |  |  |  |  |                     |                     |                     |                     |                     |                     |                    |                    |
|  |  |  |  | Боги-близнецы | Боги-близнецы | Боги-близнецы | Боги-близнецы | Боги-близнецы | Боги-близнецы |                 |                 |                 |                 | Солнечная богиня | Солнечная богиня | Солнечная богиня | Солнечная богиня | Солнечная богиня | Солнечная богиня |  |  |  |  |                     |                     | Hausōs Богиня зари  | Hausōs Богиня зари  | Hausōs Богиня зари  | Hausōs Богиня зари  | Hausōs Богиня зари | Hausōs Богиня зари |
|  |  |  |  | Боги-близнецы | Боги-близнецы | Боги-близнецы | Боги-близнецы | Боги-близнецы | Боги-близнецы |                 |                 |                 |                 | Солнечная богиня | Солнечная богиня | Солнечная богиня | Солнечная богиня | Солнечная богиня | Солнечная богиня |  |  |  |  |                     |                     | Hausōs Богиня зари  | Hausōs Богиня зари  | Hausōs Богиня зари  | Hausōs Богиня зари  | Hausōs Богиня зари | Hausōs Богиня зари |

Альтернативная генеалогия была предложена П. Джексоном (2002):
|  |  |  |  |               |               |               |               |               |               |  |  |  |  | Dyeus Отец-небо  | Dyeus Отец-небо  | Dyeus Отец-небо  | Dyeus Отец-небо  | Dyeus Отец-небо  | Dyeus Отец-небо  |  |  |  |  |                    |                    |                    |                    |                    |                    |  |  |  |  | Diuōneh₂            | Diuōneh₂            | Diuōneh₂            | Diuōneh₂            | Diuōneh₂            | Diuōneh₂            |  |  |  |  |                    |                    |                    |                    |                    |                    |
|  |  |  |  |               |               |               |               |               |               |  |  |  |  | Dyeus Отец-небо  | Dyeus Отец-небо  | Dyeus Отец-небо  | Dyeus Отец-небо  | Dyeus Отец-небо  | Dyeus Отец-небо  |  |  |  |  |                    |                    |                    |                    |                    |                    |  |  |  |  | Diuōneh₂            | Diuōneh₂            | Diuōneh₂            | Diuōneh₂            | Diuōneh₂            | Diuōneh₂            |  |  |  |  |                    |                    |                    |                    |                    |                    |
|  |  |  |  |               |               |               |               |               |               |  |  |  |  |                  |                  |                  |                  |                  |                  |  |  |  |  |                    |                    |                    |                    |                    |                    |  |  |  |  |                     |                     |                     |                     |                     |                     |  |  |  |  |                    |                    |                    |                    |                    |                    |
|  |  |  |  |               |               |               |               |               |               |  |  |  |  |                  |                  |                  |                  |                  |                  |  |  |  |  |                    |                    |                    |                    |                    |                    |  |  |  |  |                     |                     |                     |                     |                     |                     |  |  |  |  |                    |                    |                    |                    |                    |                    |
|  |  |  |  | Боги-близнецы | Боги-близнецы | Боги-близнецы | Боги-близнецы | Боги-близнецы | Боги-близнецы |  |  |  |  | Солнечная богиня | Солнечная богиня | Солнечная богиня | Солнечная богиня | Солнечная богиня | Солнечная богиня |  |  |  |  | Perkwunos Бог дуба | Perkwunos Бог дуба | Perkwunos Бог дуба | Perkwunos Бог дуба | Perkwunos Бог дуба | Perkwunos Бог дуба |  |  |  |  | *Dʰéǵʰōm Мать-земля | *Dʰéǵʰōm Мать-земля | *Dʰéǵʰōm Мать-земля | *Dʰéǵʰōm Мать-земля | *Dʰéǵʰōm Мать-земля | *Dʰéǵʰōm Мать-земля |  |  |  |  | Hausōs Богиня зари | Hausōs Богиня зари | Hausōs Богиня зари | Hausōs Богиня зари | Hausōs Богиня зари | Hausōs Богиня зари |
|  |  |  |  | Боги-близнецы | Боги-близнецы | Боги-близнецы | Боги-близнецы | Боги-близнецы | Боги-близнецы |  |  |  |  | Солнечная богиня | Солнечная богиня | Солнечная богиня | Солнечная богиня | Солнечная богиня | Солнечная богиня |  |  |  |  | Perkwunos Бог дуба | Perkwunos Бог дуба | Perkwunos Бог дуба | Perkwunos Бог дуба | Perkwunos Бог дуба | Perkwunos Бог дуба |  |  |  |  | *Dʰéǵʰōm Мать-земля | *Dʰéǵʰōm Мать-земля | *Dʰéǵʰōm Мать-земля | *Dʰéǵʰōm Мать-земля | *Dʰéǵʰōm Мать-земля | *Dʰéǵʰōm Мать-земля |  |  |  |  | Hausōs Богиня зари | Hausōs Богиня зари | Hausōs Богиня зари | Hausōs Богиня зари | Hausōs Богиня зари | Hausōs Богиня зари |

### Громовержец и его противник
Лингвисты и мифологи В. Н. Топоров и Вяч. Вс. Иванов разработали так называемую «теорию основного мифа», согласно которой основной индоевропейской мифологемой является противостояние Громовержца со змеем.
Индоевропейское имя громовержца исследователи восстанавливают на основании совпадения древних традиций. Так, сопоставляются литов. Perkъnas, Перкунас, латыш. Perkons, прус. Perkuns, слав. Реrunъ, др.-рус. Перунъ, Перун (имеющий многочисленные трансформации на славянской почве), др.-исл. Fjorgyn, Фьоргюн (мать громовержца Тора), др.-инд. Раrjanya — Парджанья, что выступает именем бога и одновременно грозовой тучи, хетт. Pirua-, Пирва.
В центре реконструируемой индоевропейской мифологии находится громовержец и связанный с ним основной миф. Громовержца обычно распологали наверху — его местопребыванием могли считаться небо, гора, скала, вершина дерева, прежде всего дуба, дубовая горная роща: ср. слова, родственные имени громовержца слова, такие как лат. quercus, «дуб», готск. fanguni, «скала», хетт. peruna-, «скала», др.-инд. parvata-, «гора» и др. Ядром реконструируемого мифа считается поединок громовержца с противником, исходное имя которого, вероятно, содержало корень *uel-, ср. др.-рус. Велес, Волос, литов. Velnias, Vielona (Велняс), латыш. Veins, Vels (Велс), др.-инд. Vala (Вала), Vrtra (Вритра, ср. Varuna, Варна) и др. Это противник находится в некоторой нижней части — под горой, под деревом, у какой-либо воды. Он владеет скотом как основным богатством и как символом потустороннего мира — пастбищами: предполагается, что имелось общеиндоевропейское представление о загробном мире — пастбище, на котором пасутся души умерших, ήλύσιος λειμών, «елисейские поля», хетт. uellu, «луг», др.-исл. valholl, «вальхалла», литов. vëlë, «душа умершего», velines, латыш. velu laiks, «день поминовения умерших», тохар. A walu, «мёртвый», лувийск. ulant-, «мёртвый». Противника громовержца в качестве повелителя загробного мира, связывали с властью и богатством; ср. тохар. A wäl, B walo, «царь», слав. *volstъ, рус. «власть, владыка», словац. last, «собственность». Противник представляется в виде змеиного существа. Его преследует громовержец, убивает — рассекает на части и разбрасывает их в стороны, после этого даёт свободу скоту и водам. Начинает идти плодоносящий дождь с громом и молнией.
Мотивы, соответствующие этим фрагментам мифа, могут быть выражены в языковой форме не только применительно к отдельным индоевропейским традициям, но и на общеиндоевропейском уровне: *gwhenti ngwhim perunt-, «поражает змея в отношении скалы» (на скале, под скалой, при помощи каменного орудия — скалы); *ognim (g’e)g’on-e dwo ak’men-, «порождает огонь с помощью двух камней» (в формуле описан также мифологический мотив высечения огня — молнии при помощи каменного неба и скалы, и соответствующий этому мотиву обряд, когда священный огонь добывали ударами двух камней друг о друга); *perperti ngwhim Perun(t-s), «поражает (ударяет/убивает) змея громовержец — бог скалы». Формальная структура каждого фрагментов этого мифа ориентируется на то, чтобы повторить, обыграть звуковые комплексы, обозначающие имена персонажей мифа и наименования главных атрибутов. Разные части фрагментов могут быть рассмотрены в качестве анаграмм этих имён или обозначений предметов. В реконструкции раскрывается недифференцированность звуковых и семантических комплексов: не вполне различимо указано на место, субъект, орудия действия, глагол и его объект. Из этих семантических и звуковых связей образуется ядро мифологического текста, они выступают в качестве орудия построения и развития мифа, вплоть до создания новых мотивов.

### Нижний мир
В индоевропейской мифологии реконструируются названия змееобразных чудовищ, принадлежащих к числу персонажей нижнего мира, связанных с водой, с хаос и враждебные по отношению к людям. Помимо противника громовержца с именем от корня *uel- сюда относятся *Budh: др.-инд. Ahi budhnya (Ахи Будхнья), «змей глубин», в котором ahi, как и др.-иран. Aji dahaka (Ажи-Дахака), «Змей Огненный», является закономерным продолжением индоевропейского *ngwhi, «змей», которое встречается и в названных фрагментах основного мифа; др.-греч. Πύθων, «Пифон», серб. Бадoeак, Бадняк. Существа, имеющие связь с иным, нижним, водным миром, также выступают символами плодородия, богатства и жизненной силы, он соотносятся с одной из ипостасей матери-земли или плодотворящего начала в целом, ср. индоевропейское *Ner-(*Nor-), которое представлено женскими мифологическими образами (иллирийск. Noreia, италийск. сабинск. Neria, Neriena; др.-герм. Nerthus, Нертус — по Тациту terra mater, «земля-мать», греч. Νηρηϊδες, Нереиды, дочери морского царя Нерея; ср. также хетт. dinnara и, в сказках, рус. Норка) и мужскими именами (др.-исл. Njordr, Ньорд — морской бог, греч. Nnreus, Нерей — морской царь, осетинские мифологические герои нарты). Тот же корень ner-, вероятно, один из наиболее важных обозначений нижнего мира и его плодоносящего свойства, группирует вокруг себя наименования и представления о таких вещах, как подземное царство и вход на небо (др.-инд. naraka, нарака, «дыра», «подземное царство», тохар. А сarе, «преисподняя», греч. νέρτερος, слав, «нора» и т. п.), вода (др.-инд. nârâs, «воды», новогреч. νερό, «вода», литов. naras, «гагара» — водяная птица, которую связывали с преисподней и с творением мира, и т. д.), зловещее начало, в некоторых случаях символизируемое левой стороной (ср. умбрск. nertru «sinistro»), жизненная, плодородная сила (хетт, innara-, «сила», лувийск. аnnarummi-, «сильный», DAnnurammenzi, «сильные боги», хетт. DInnarayantes, литов. noreti, «хотеть», 'narsas, «ярость», «мужество» и др.
К другому кругу мифологических персонажей, имеющих связь с обозначением нижнего мира, принадлежат божества, имена которых восходят к индоевропейскому 'Trit-: древнеинд. Trita, Trita Aptya, «Трита Водяной» (ср. хетт. Нар-, «бог ручья», «бог потоков», «бог-судья» при ордалиях), авест. Θrita, Θraetaona (Траэтаона) и др., ср. также др.-греч. Τρίτων (Тритон) в качестве обозначения морского мифологического персонажа или потока, а также ирл. triath, «море». Эти персонажи имеют связь с мифом, в котором герой спускается в колодец (что в некоторых случаях происходит в результате предательства двух старших братьев); имя Trita, видимо, значит «третий» (брат или мир, обозначенный таким образом в сравнении с двумя предыдущими мирами, которые представлены как небо и земля). Персонаж попадает в нижний мир, где ему удаётся раздобыть такие блага, как богатство или живая вода, позволяющие преодолеть смерть и возвратиться к жизни на земле. К другим вариантам путешествовия в преисподнюю и в загробный мир относится, например, в мифе об Орфее и Эвридике; ср. героя русских сказок о трёх царствах, иногда именуемого Иван Водович или Иван Третий, Третьяк). Водное царство связано с другим реконструируемым индоевропейским мифом, главным героем которого было божество с именем Nep(o)t (букв. «племянник», котороый уравнивается в правах с сыном), ср. др.-инд. Apâm Napât (Апам Напат), авест. Аpam Napât (Апам-Напат), лат. Neptunus (Нептун), ирл. Nechtan. Миф об этом божестве повествует о чудесном источнике — колодце, который скрыт от взоров или таит в себе сокровища. Герой повествования подходит к источнику и трижды обходит его или трижды входит в него (ср. мотив Триты в качестве указания на троичность водного царства), затем из источника выходят воды, которые образуют озеро или тройной поток, преследующий персонажа; поток достигает мифического моря.
Нептун близок к греческому Посейдону (ср. трезубец как атрибут этих божеств в связи с мотивом трёх), поэтому последний также входить в этот круг. Он имеет связь с нижним миром (устраивает землетрясения, ему принисили чёрные жертвы и др.), что может говорить о возможности интерпретации его имени как «господин вод» (ср. праиндоевропейское poti-d/h/on со звуковым отражением, которое может указывать на негреческий индоевропейский характер). В этом случае элемент *d/h/on, «вода», «источник», «течь» может связываться с др.-инд. Dânu (Дану, букв. «поток»), женским водным божества, матерью противника громовержца Вритры или семи змей, которых убивает громовержец; с авест. dânu, «поток» (ср. наименования южных рек Восточной Европы: Дон, Днепр, Днестр, Дунай и др.), осет. Donbettyr, Донбеттыром, владыкой водного царства, а также с мифологизированными образами рек славянской и балтийской традиций (ср. рус. Дунай, литов. Dunojaus и т. д.); тот же корень (в другом звуковом варианте dhon-) выступает в своём мифологизированном виде в лат. fons, «источник» (в том числе обожествляемый), fontinalla — праздник, совершаемый перед Porta Fontinalis («воротами источника»). Отдельные характерные черты нижнего мира, включая сочетание воды с плодородием, чередование женских и мужских ипостасей божества в качестве разъединённых сторон андрогина, ярко выражены в мифологическом персонаже пюм именем (Mo)-mer и т. п., ср. италийское божество плодородия (а затем также войны) Марса — Mars, Mauors, Maurs, Mamers, Mannar, Mamurius, Mamercus и др., славянское божество, связываемое с плодородием и жизненной силой Mamuriena, Mamurienda, Marmurien(d)a, Марена, Морена, Мара, Мора и др. Параллелизм в перечисленных атрибутах божеств, имеющих имена с Ner-/Nor- и Меr-/Моr- продолжается в совместной встречаемости данных персонажей в парадигме (в пантеоне) и в повествовании одного и того же мифа; ср.: сабинская богиня Нерия, жена Марса. В то же время для эти божества плодородия характеризуются не только проявлением в андрогинных мужских и женских образах, но и связью с близнечеством (Марс выступает покровителем божественных близнецов, основавших Рим — Ромула и Рема) и с сюжетом инцеста (ср. Мара — Марья в мифе, который связан с Купалой). По звуковой форме мифологическое имя с Моr- часто связывается со смертью (mer-) и морем (mor-).
Некоторые из этих мифологических персонажей, в основном соотносимых с водой, связаны также с огнём: ср. имеющийся у славян обряд, в котором сжигается бросатся в воду чучело Мары-Морены и; функции Apâm Napât как одного из двух ведийских огней; понимание трезубца морского бога в качестве трёх огней в воде при зажигании их божественными близнецами — сыновьями неба двух огней на море, общеиндоевропейский мотив солнца, которое встаёт из моря, и др. Противопоставление огня и воды весьма существено в рамках основного мифа и имеет значение также в других названных мифологических мотивах, которые все том или ином виде соотносятся с нижним миром. Также к общеиндоевропейскому периоду может относиться ряд нарративов о небесном огне — солнце и его воплощениях на земле, в том числе в ритуалах. В древнейших продолжениях общеиндоевропейской традиции — римской, греческой, индийской мифологиях — присутствует архаическое различение двух видов земного огня: «круглый», внутренний, женский, связанный с женскими богинями огня Вестой и Гестией и с домашним очагом, и «четырёхугольный» огонь, имеющий связь с мужским началом и с небом. Индоевропейский язык имел два наименования огня, каждое из которых могли обожествлять: ср., др.-инд. Agni, «огонь» и бог огня Агни, митанн.-арийск. (в том числе в Угарите) agn, хетт. DAgniš, различные обозначения сакрального огня — ср. лат. vivus ignis, «живой огонь», рус. «живой огонь», сербскохорв. живи огонь, жива ватра; ср. литов. šventoji ugnis, латыш. svets uguns, «святой огонь»; другое наименование, которое дало такие варианты, как хетт. DPahhur в качестве бога огня (ср. хетт. hašši pahhur и оскский aasai purasiai, «в очаге огонь»), прус. schwante Panicke, «святой огонь»; также тохарская ритуальная формула tsamoy puwarsa, «да растёт благодаря огню», др.-иран. а θ ar (Атар), «огонь», др.-инд. atharvan, «жрец», слав. vatra (имеет балканские параллели — алб. vatrё) и другие элементы культа огня, в особенности в индоиранских и близких культурах; ср. также следы образа демонического персонажа засухи Сушна в памирской восточноиранской мифологии, что имеет соответствия в др.-инд. и отчасти в славянской традициях, ср. более поздние противоположения, такие как Никола Сухой — Никола Мокрый в восточнославянской мифологии и др.

### Другие персонажи
Выделяются также менее существенные общеиндоевропейские мифологические персонажи. Некоторые — на основании общих имён персонажей, имеющих сходные функции: ср. др.-инд. Pušan (Пушан), др.-греч. Παν (Пан), прус. Puskaits (Пушкайтс), бог растительности и леса. Для других предполагается связь имени персонажа с нарицательным словом, нередко с довольно абстрактным значением с ясными мифологическими ассоциациями; др.-греч. Πόρος при слав. pora, рус. «пора» в качестве обозначения силы, зрелости, ср. Поревит — имя божества балтийских славян; др.-инд. Vac, «богиня Речи» при др.-греч. Έπος «слово», «речь» и др. Третьим вариантом являются связи нарицательных имён — ключевых поднятий конкретной мифологической системы: ср. хетт. haššu, «царь», haššua, «жрица», др.-инд. asura, «повелитель», др.-иран. ahura, «божество», др.-герм. ansuz, «бог» (др.-исл. Aesir, асы); авест. spðnta,что по смыслу относится к «священному как источнику особой жизненной силы» (ср. Амеша Спента), ср. следы образа божества земли Спанта в восточноиран. памирской мифологии, литов. šventas, слав. svet-, «святой», рус. святой, хетт. šaklai-, «обряд», лат. sacer, «священный»; древнеиндийское brahman, «Брахман», лат. flamen, «жрец»; др.-ирл. noeb, «святой», др.-перс. naibа, «прекрасный»; лат. vates, относимое к «пророку, прорицателю, поэту», рус. вития':, др.-исл. Oðinn, Один, который считался богом шаманского экстаза, что добыл мёд поэзии, западногерм. Vodan, Вотан; др.-ирл. fill, «поэт», др.-рус. Велесъ, велъти, «говорить особым образом»; др.-инд. аyu-, «жизненная сила», «время, жизнь», греч. (αιων, «сила жизни», «источник жизненной энергии» («вечное возвращение»), αι(F)έν «всегда», лат. aevum, «век», гот. aiws, «время, вечность»; авест. duž. manah, др.-инд. dur. manas, «злое побуждение духа»; греч. δϋσμενής, «злонамеренный», при наличии авест. hu. manah, «доброе побуждение духа», греч. микенское e-u-me-nе, греч. εύμενέτης, «благомыслящий» и др.
Большое число таких совпадений имеют отношение к ритуальной лексике, что позволяет реконструировать некоторые общие черты древних индоевропейских ритуалов. Источники свидетельствуют, что в ритуале, в том числе в праздниках, с одной стороны, дублирован, воспроизвён миф, с другой — жрецы применяли ритуал для того, чтобы интерпретировать миф, надстроить над ним теологическую теорию. Так, мотив расчленения персонажа, имеющего имя с *Uel- и некоторые другие имена, в результате чего по-новому был организован космос и достигнуто благо, имеет продолжение в ритуале человеческого жертвоприношения, которое затем последовательно заменялось жертвоприношениями разных видов животных, особенно коня, но также таких животных, как бык, овца, свинья, собака — эта последовательность находит подтверждение во всех древних традициях. В качестве наиболее характерного приводится пример вед. purusamedha-, «жертвоприношение человека». Обряд, который частично соответствуюет хеттским описаниям соответствующего обряда, включает расчленение на части человека как образа первочеловека с именем Пуруша. Части тела этого первочеловека соотнесены с разными частями вселенной, возникшими из них, что находит соответствие в иранской космологии, в таких традициях, как германо-скандинавская (сюжет о расчленении великана Имира), славянская (такие мотивы есть в др.-рус. «Голубиной книге»); сюда же — др.-инд. ритуал расчленения на части коня, в котором части тела животного соотносятся с космическими зонами (Ашвамедха). Четырём основным видам жертвенных животных соответствует четырёхчленность горизонтальной структуры вселенной, то есть стороны света. Трёхчленная вертикальная структура, включающая небо, землю и нижний мир, соединяется с четырёхчленной горизонтальной, образуя двенадцать. Это число передаёт идею целостности, законченности макрокосма и микрокосма, выраженного в человеке и заменяющем его в рамках ритуала жертвенном животном. Распространённой является практика расчленения принесённого в жертву животного на двенадцать частей, например, в рамках хеттских и лувийских ритуалов лечения человека, в кельтских обрядах, византийских и славянских текстах заговоров, в которых двенадцать лихорадок представлены как символы двенадцати частей тела или двенадцати болезней, что способны, согласно мифологическим воззрениям, поразить человека. Сумма трёх и четырёх даёт ещё одно сакральное число — семь, что выражает, например, в семибожие некоторых пантеонов.

### Космогонический и антропогонический мифы
Для общеиндоевропейской мифологии реконструируется также миф, описывающий сотворение вселенной из хаоса во всей полноте её состава, включая небо — землю, день — ночь, воду — сушу, солнце — месяц, растения — животных — человека, который выступал в роли родоначальника культурной традиции. К той же категории принадлежат мифы о деяниях, совершённых первым культурным героем — добывании чудесного средства или предмета (таких как мёд поэзии, сола-хаома, молодильные яблоки и др.), обучение ряду ремёсел и искусств (плотничеству, ткачеству, плетению, гончарному ремеслу), наречение именами.
Согласно выводам Ю. Е. Берёзкина, в евразийских степях эпохи бронзы возник и распространился с миграциями индоевропейцев также мотив о том, что бог лепит из глины фигуры мужчины и женщины и оставляет сушиться на солнце. Их разбивает лошадь, опасающаяся, что люди в будущем её запрягут. После этого творец создаёт собаку, чтобы отгонять нападающих.

### Другие представления
В ряде древних индоевропейских традиций (включая хеттскую, греческую гомеровскую, древнеисландскую, древне-ирландскую) совпадает и такое важное имеющее связь с языком представление, как различие между особым языком богов и языком людей. Так, в текстах Гомера «кровь» на языке богов обозначается словом χώρ, ср. хетт. išhar, на языке людей αίμα. Данное представление и ряд других общих для индоевропейцев мифологических мотивов, такие как сюжеты о сотворении земли, краже священных яблок и др., имеют точные соответствия в мифологических традициях древнего Востока, что, при условии наличия иных культурных и языковых параллелей, рассматривается как подтверждение древних контактов носителей праиндоевропейского языка и мифологии с древнеближневосточным населением.
Дюмезиль видел в разных индоевропейских традициях рудименты фигуры трикстера, наиболее ярко представленные в образе германского Локи, но также присущие греческому Гермесу, иранскому Ариману, а также ряду индо-европейских героев (Одиссей у греков, Сырдон у осетин, Брикрен у кельтов). Дюмезиль отмечал, что в нартском эпосе (отражающем скифско-сарматскую традицию) есть эпизод, до мелочей соответствующий кельтской легенде о вручении Владычицей Озера герою меча Экскалибура (подробно этот мотив изучен учеником Дюмезиля Ж. Грисваром).

### Дальнейшее развитие
При развитии общеиндоевропейского мифологического фонда отдельными традициями наблюдаются типологически сходные тенденции, определившие существенное сходство результатов этого развития в каждой отдельной культуре. Общими являются в первую очередь тенденции группировки основных божеств пантеона по трём из основным функциям: жреческая (магическо-сакральная), военная и хозяйственная, которые, что было показано Ж. Дюмезилем, имели соответствия с трёмя главными аспектам социальной жизни ранних индоевропейских культур. К таким трёхчленным структурам принадлежат римская капитолийская триада Юпитер — Марс — Квирин, древнеиндийские Митра — Варуна (которому соответствует жреческая — сакральная функция), Индра (с ним соотносится военная функция), Насатья (Ашвины, хозяйственная функция), сходные тройственные структуры для божеств древнегерманского, кельтского и других пантеонов. Организация структуры пантеона как такового, в том числе других богов, помимо главных, которые группировались преимущественно вокруг трёх функций, имела ряд признаков, общих в разных индоевропейских традициях, которые объясняют, в частности, совпадение комплексов богов, состоящих из семи членов, в индоиранской мифологии и в некоторых других, включая раннюю восточнославянскую.
Другая общая тенденция в развитии заключалась в последовательном вычленении разных уровней мифологической системы и постепенный перенос некоторых древних божеств на уровень менее индивидуализированных демонических персонажей. Примером может служить развитие образа божества с именем, содержащим Uel-, перешедшего в статус демона, известного в рамках отдельных традиций, особенно славянской и балтийской.
При изменении общего наследия в некоторых традициях совпала также тенденция выделения отдельных личностей (генеалогических героев), которые образовывали переходное звено между мифологическими и ранними историческими представлениями, например, многочисленные герои, такие как Геракл и Прометей в греческой мифологии, герои восточноиранского осетинского и западно-иранского среднеперсидского эпоса и т. д.
Эти общие тенденциями в развития общего фонда, а также последующие преобразования в подобных направлениях, объясняют большое сходство отдельных индоевропейских мифологических традиций в условиях разнообразных поздних контактов с неиндоевропейскими культурами.

## Культы

### Культ героев
У индоевропейских народов был развит культ героев — мужей, наделённых необыкновенными качествами, которые с детства выделялись среди равных себе, а в битвах снискали бессмертную славу. Славить героев в своих песнях были призваны бродячие поэты (барды, скальды, витии). Сюжеты многих героических мифов строятся на перипетиях взаимоотношений героя с отцом.
Во многих индоевропейских мифах нарисован образ непобедимого героя, который гибнет по причине наличия на его теле единственного уязвимого места, как правило, в области ног:
- Уязвимое место Ахилла — Ахиллесова пята.
- Уязвимое место Зигфрида — на спине, чем и не преминул воспользоваться Хаген.
- Тело Кришны непобедимо, за исключением подошв его ног, и именно в это место поражает его роковая стрела.
- В «Шахнаме» тело Исфандияра неуязвимо, но Рустам поражает его особой стрелой в глаз.
- Рождённый из осеменённого камня Сослан был закалён в ледяной воде, молоке волчицы и расплавленном железе, но его колени остались незащищенными, и именно по ним нанесло удар отлетевшее колесо.
- У ирландского героя Конганкнеса, сына Дедада[англ.], столь жёсткая кожа, что холодное оружие отскакивает от неё (само его имя состоит из congna 'рог, рога' + cnes 'кожа'). Однако неверная жена выведала у него то, что убить его можно, загнав раскалённые спицы через подошву в голень. Усыпив мужа, жена прибегает к этому методу.

Во многих мифах основным подвигом героя является убийство змея, как, например, в армянском бог войны и огня Ваагн, прозванный вишапаках — драконоборец (этот мотив подробно изучен К. Уоткинсом).

### Культ лошадей
Во многих индоевропейских традициях, и особенно в индоиранской, прослеживается культ лошадей. С этим связаны конные жертвоприношения и колесничные погребения, особенно характерные для андроновской культуры. Отдельные черты этих ритуалов сохранялись и в позднейшее время (эквирии в Риме, ашвамедха в Индии).
С культом лошади связаны фигуры божественных близнецов, которые в ряде традиций считались сыновьями богини лошадей. В Греции эти фигуры назывались Диоскурами, в Германии — Алками, в Индии — Ашвинами, в Литве — сыновьями Диеваса, в Риме их роль играли Ромул и Рем, «лошадиные» имена носят также первые короли Кента братья Хенгист и Хорса.

## Обряды
Сведения об обрядах инициации и брака в протоиндоевропейском обществе скудны и противоречивы. У многих индоевропейцев был обычай перед инициацией изгонять юношей из поселения. Во время пребывания в таком отряде юноши должны были вести себя «по-мужски», то есть нарочито грубо и разнузданно, пренебрегая социальными установлениями. Ещё не до конца выясненную роль в этом играл культ собаки или волка: возможно, спутником юноши в отряде был пёс, или было принято одеваться в волчьи шкуры (отсюда — позднейшие представления об оборотнях, луперкалии)..
В исторические времена человеческие жертвоприношения были явлением скорее исключительным (в Риме — в разгар войны с Ганнибалом, в Киеве — при Владимире Святославиче, в Скандинавии — на блоте в Старой Уппсале), однако исследованные в последние годы курганы Мергелевой гряды в Луганской области свидетельствуют о распространении обряда среди носителей ямной культуры. Почти все индоевропейские народы в древности сжигали мёртвых на погребальных кострах, хотя в более ранний период, по-видимому, практиковалась ингумация в курганах (по материалам ямной культуры — на спине с согнутыми ногами). Нередко во время похорон приносили в жертву коня умершего и его жену или наложницу (сати). Могли также приносить в жертву коз, овец и других животных. Археологические свидетельства подобных жертвоприношений имеются в Греции, у хеттов, у армян и других индоевропейских народов. Подобный обычай известен в гробницах катакомбной культуры: так, в одном мужском погребении было найдено около сорока лошадиных черепов. Вслед за погребением совершались погребальные игры и тризна. На погребальных играх обычно происходили конные и другие состязания.

## Эпос
В середине XIX века немецкий лингвист Адальберт Кун первым предложил реконструкции не только отдельных слов древнего индоевропейского языка, но и целых словосочетаний. По его мнению, если древние тексты из разных языков содержат нетривиальные словосочетания, в которых все слова параллельно пословно родственны (например, «сто матерей» — «hundred mothers»), то в праязыке имелось такое словосочетание. Исследователи нашли несколько подобных устойчивых сочетаний. Наиболее известным является выражение «неувядающая слава», которое сохранилось в текстах гомеровской «Илиады» (kleos aphthiton) и древнеиндийских Вед (śrávas ákṣitam). Почти все такие словосочетания имеют связь с представителениями о героический славе, могуществе и щедрости. Так появилась теория «индоевропейской идеологии», хорошо соответствующая тому, что исследователям известно о расселении индоевропейцев, в том числе о ираноязычных скифах в степях Евразии, индоариях на южноазиатских территориях, а позже о кельтах в 1-м тысячелетии до н. э. и германцах в эпоху Великого переселения народов — эти народы военным путём добывали себе новые земли, и высоко ценили такие добродетели, как героическая доблесть и щедрость удачливых воинов. Эта «идеология», как считалось, была выражена в эпосе.
В культурах многих индоевропейских народов в историческое время присутствовали эпические — стихотворные повествования о героях прошлого: греческие «Илиада», «Одиссея» и известные в пересказах поэмы «эпического цикла» (несколько эпических поэм, как предполагается, более поздних, чем эти две), в древнеиндийские «Махабхарата» и «Рамаяна», германские — «Беовульф», «Песнь о Хильдебранде» и др. Французский лингвист Антуан Мейе на основании сравнения древних греческого и индийского стихосложения пришёл к выводу, что они имели один источник. Позднее лингвист и литературовед Роман Якобсон показал соответствия этого реконструированного размера с метрами южнославянского и русского устного эпоса, который был записан в XIX–XX веках. Для праиндоевропейской культуры реконструируется силлабический стихотворный размер (основан на равенстве числа слогов в строках), имеющий определённое чередование коротких и долгих слогов.
Предложены гипотезы о содержании праиндоевропейского эпоса. Греческая, индийская и находящаяся на другом краю индоевропейского мира ирландская традиции знают мотив угона скота. Предполагается, что для мобильного раннеиндоевропейского общества скот являлся основной ценностью (гимны «Ригведы» представляют корову практически мерой всех вещей), и борьба за него должна была постоянно провоцировать конфликты, которые отразились в эпосе. Кроме того, многим индоевропейским культурам известен мотив борьбы героя со змеем, иногда с тремя головами (Геракл борется с гидрой, Тор с Мировым Змеем, Индра с Вритрой). Авторитетный индоевропеист Калверт Уоткинс ставил реконструированное им выражение со значением «убить змея» в ряд со словосочетанием «неувядающая слава», считая, что это тоже эпическая формула.
Попытки реконструкции конкретных особенностей праиндоевропейского эпоса встречают критику. Реконструкция основана на большом числе допущений. Так, славянский эпос зафиксирован настолько поздно, что метрические совпадения между ним и древнегреческим и древнеиндийским эпосом могут быть случайными. Наиболее древняя известная германская и кельтская поэзия имеет акцентный, а не силлабический стих (то есть основанный на счёте числа ударений, а не слогов в строке). Мотив неувядающей героической славы встречается лишь в греческой и индийской традициях и в ирландском «Похищении быка из Куальнге», влияние на которое латинских текстов очевидно. В целом почти все значимые «эпические» совпадения прослеживаются только между греческой и индо-иранской традициями, имеющими много других общих черт, на основании чего учёные предполагают контакты между ними в период уже после распада индоевропейского единства. Существует возможность, что праиндоевропейские эпические формулы заимствовались в пределах более поздних текстов и просто дословно переводились. Кроме того, жанры быстро распространяются, минуя языковые и этнические границы. Фольклор всех индоевропейских народов включает волшебные сказки с очень близкими сюжетами, однако древние тексты не содержат чего-либо похожего на их содержание, поэтому вероятнее всего, они распространились по территории Евразии уже в исторический период.